# Durchstreichen

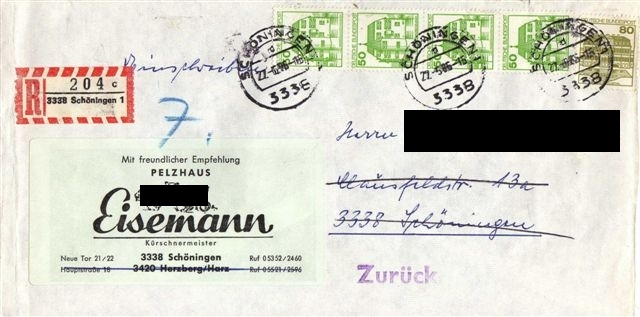
Briefrücksendung, Irrläufer, Adresse durchgestrichen. (Name nachträglich geschwärzt)

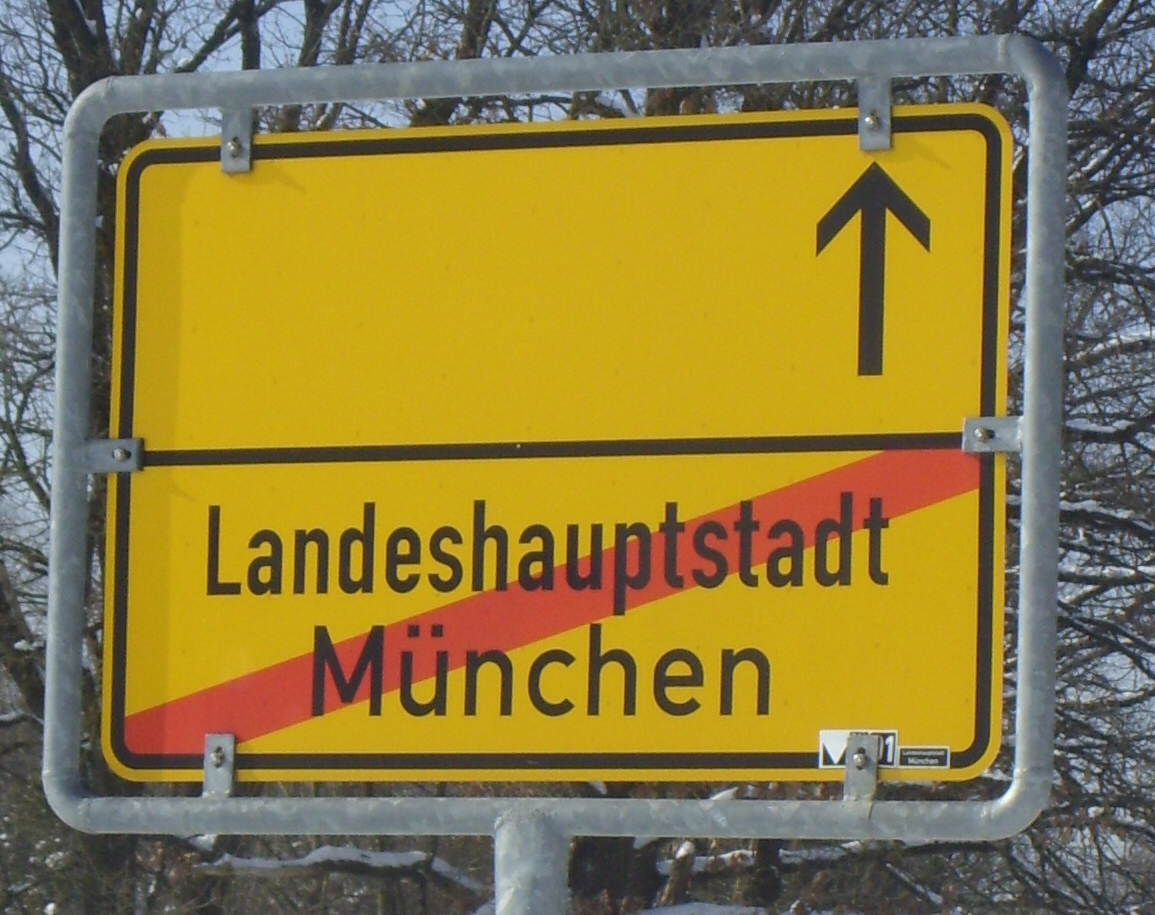
Durchgestrichener Ortsname symbolisiert Ausgangsschild

Mit Durchstreichen ist üblicherweise das Überschreiben oder Überdrucken eines Zeichens, Wortes oder einer Textpassage mit einer durchgehenden Linie gemeint. Sie soll das Durchgestrichene für ungültig erklären. Diese Linie kann im weiteren Sinne als eine besondere Form der Textauszeichnung begriffen werden, da es den Text selbst nicht verändert, sondern die Ergänzung mit einer Linie lediglich seine Bedeutung beeinflusst. Verwendet wird diese Form der Auszeichnung hauptsächlich für nicht nachträglich veränderbare Texte, insbesondere auf Papier. In der Regel versucht man das Durchstreichen durch Verwendung anderer Korrekturmöglichkeiten zu vermeiden, beispielsweise durch Radieren, Löschen oder Überdrucken von Deckfarbe. Durchgestrichener Text wird aber auch als erwünschtes Stilmittel gezielt verwendet, beispielsweise in der Werbung für Angebotspreise, denen ein durchgestrichener höherer Betrag zur Vermittlung eines (tatsächlichen oder nur suggerierten) Preisvorteils vorangestellt wird.
Im übertragenen Sinn spricht man auch in der mündlichen Rede vom Streichen einer unerwünschten Aussage oder eines falschen Gedankens, z. B.: „Dieses Projekt kannst du streichen, es wird nicht funktionieren.“

## Verwendung
Die Bedeutung des Durchstreichens wird insbesondere durch den Vergleich mit alternativen Verfahren zur Ungültig- oder Unkenntlichmachung deutlich. Durchstreichen gilt oft als letzte Möglichkeit, wenn andere Möglichkeiten, Text zu korrigieren oder zu entfernen, nicht oder nicht mehr möglich sind:
- Bereits auf frühhistorischen Tontafeln wurden unerwünschte Textteile nicht immer vollständig entfernt (z. B. durch flächiges Ausschleifen), sondern es wurden bereits einzelne Wörter oder numerische Angaben bewusst „durchgestrichen“; wohl auch, um den Aufwand geringer zu halten. So ist in einer der hethitischen Tontafeln aus dem 13. Jh. v. Chr. überliefert, welche Herrscher der König als „Brüder“ (also gleichwertig) erachtete. Der Name Ahhijawa wurde auf dieser Tafel nachträglich durchgestrichen.[1] Auf einer Tontafel Echnatons ist eine durchgestrichene Jahreszahl von besonderer Bedeutung, da sie in Verbindung mit der korrigierten Angabe Rückschlüsse auf das tatsächliche Todesjahr dieses altägyptischen Herrschers zulässt, das sonst unbekannt wäre.[2]
- Heute werden üblicherweise auf handschriftlichen Manuskripten Texte durchgestrichen, die mit Kugelschreiber oder anderen dauerhaften Farben beschrieben wurden, die sich nicht auf andere Weise korrigieren lassen. Insbesondere auf privaten Notizen lohnt sich der Aufwand nicht, Deckfarbe (z. B. Tipp-Ex) aufzutragen. Für offizielle Schriftstücke werden Deckfarbe, abrollbare Korrekturbänder, Tintenlöscher etc. bevorzugt, da durchgestrichener Text immer etwas Nachlässigkeit bzw. mangelnde Sorgfalt impliziert und das Überdecken weniger auffällig ist.
- Auf der Schreibmaschine konnten Texte lange Zeit nur durch Streichen ungültig gemacht werden. Später wurde für Gewebeband Deckfarbe entwickelt, für Karbonbänder gab es Korrekturband, das die Farbpigmente abhebt. Werden Fehler jedoch erst nachträglich erkannt, wenn das Blatt bereits entnommen wurde, kommt nur manuelles Überdecken oder Durchstreichen infrage.
- Kalligrafien und Zeichnungen, insbesondere Tuschezeichnungen auf Bauplänen, können naturgemäß nicht durch Streichen korrigiert werden. Hier wird mit Bleistift vorgezeichnet und die fertige Zeichnung mit Tusche nachgefahren.[3] Nachträglich durchstreichen lassen sich hingegen die meisten Beschriftungen, sofern genügend Platz für die Korrektur bleibt. Oft wird bereits bei der Wahl des Papiers berücksichtigt, dass es sich zur Korrektur mittels Skalpell eignet. Geeignete Kartonarten oder Pergamentfolien fasern durch das Skalpell nicht aus und hinterlassen möglichst geringe Spuren. Ersatz bietet das Skalpell nur für kleinere Korrekturen. Schaben, Ritzen, Radieren und Deckfarbe auftragen haben neben dem Durchstreichen jeweils unterschiedliche Nachteile.[4]
- Daneben gehört das Durchstreichen zu den häufigsten Korrekturzeichen. Durchgestrichen werden im Konzeptdruck Wörter oder Textstellen, die im endgültigen Druck nicht mehr gedruckt werden sollen. Einzelne Buchstaben werden oft mit einem senkrechten Strich gestrichen, ganze Textpassagen mit einer waagerechten Linie, deren Beginn und Ende mit einem senkrechten Strich akzentuiert wird, im Aussehen ähnlich einem langgezogenen „H“. Dieses Zeichen wird am Seitenrand wiederholt. Wurde ein Wort fälschlich durchgestrichen, wird die Streichung durch eine gepunktete Unterstreichung aufgehoben.[5]
- In Piktogrammen hat das Durchstreichen eine demonstrative Funktion etwa in Verbotszeichen oder Anti-Logos.

## Durchstreichen in der Textverarbeitung
In der Textverarbeitung ist das Durchstreichen von Text in der Regel obsolet, da sich Fehler einfach nachträglich korrigieren lassen. Ungültigmachen durch Streichen beschränkt sich deshalb meistens auf handschriftliche Texte. Wenn fehlerhaft getippte Texte bereits gedruckt sind, wird dem Neuausdruck eines korrigierten Textes meist der Vorzug vor dem Durchstreichen eines Fehlers gegeben. Soll als Stilmittel dennoch durchgestrichener Text verwendet werden, steht diese Funktion zur Textauszeichnung zur Verfügung. Jeder Buchstabe wird dann mit einer durchgestrichenen waagerechten Linie ausgegeben.
- Beispiel aus der Werbung: „Produkt XY im Angebot. 19,99 EUR Jetzt nur noch 14,99 EUR!“ Oft wird hier bewusst auf handschriftliche Fonts zurückgegriffen.

Verwendet werden kann das Durchstreichen in Textdateien auch beim Korrekturlesen. Kennt sich der Benutzer mit Notizfunktionen oder anderen Funktionen zur Teamarbeit nicht aus, kann der Adressat eines Textdokuments den Text mit durchgestrichenen Stellen an den Absender zurückzusenden, um gezielt auf Stellen hinzuweisen, die seiner Meinung nach gelöscht werden sollten.
Auch in Auszeichnungssprachen wird das Durchstreichen unterstützt. Im klassischen HTML wird mit <s>durchgestrichen</s> der Text „durchgestrichen“ ausgegeben, in CSS kann das Attribut text-decoration:line-through verwendet werden. In LaTeX steht hierfür das Paket Soul (z. B. \st{durchgestrichen}) zur Verfügung.

## Durchstreichen in Formularverträgen
In verschiedenen durch Gremien empfohlenen oder branchenüblichen Formularverträgen ist die Streichung des vorgedruckten, und damit grundsätzlich als Basis vereinbarten, Textes üblich oder sogar vorgeschrieben. Eine Entfernung oder Überschreibung mit einem anderen Text ist dann unzulässig. Das The Baltic and International Maritime Council schreibt beispielsweise die vollständige Lesbarkeit des Textes in ihren Lizenzbedingungen der einzelnen Charter-Partien ausdrücklich vor.

## Durchstreichen im Öffentlichen Personennahverkehr
Im Öffentlichen Personennahverkehr weist eine durchgestrichene Linienbezeichnung auf einen – von der nicht durchgestrichenen Stammlinie abweichenden – Laufweg des Verkehrsmittels hin. Eine weniger weit verbreitete Variante war das durchgestrichene Zielschild.